# Zwartewaterland
Zwartewaterland (nederländsk lågsaxiska: Zwärtewäterlaand) är en kommun i provinsen Overijssel i Nederländerna. Kommunens totala area är 87,86 km² (där 5,37 km² är vatten) och invånarantalet är på 22 823 invånare (2021). 